# Escudo (heráldica)
En heráldica, el escudo de armas es el soporte físico, situado en el centro de las armerías heráldicas. El blasón, por contra, como recoge la RAE, «es el arte de explicar y describir los escudos de armas de cada linaje, ciudad o persona» por lo que, por metonimia, se tiende a confundir ambos conceptos.
El elemento principal de una armería heráldica es la representación del escudo de armas. Todos los demás elementos de una armería heráldica están diseñados para decorar y complementar estas armas, pero sólo se requiere el escudo de armas. El blasón, para Francisco Piferrer «en su acepción más general, significa todo signo, figura o emblema, con que se distinguen unos de los otros los reinos, provincias, ciudades, pueblos, familias e individuos». Debe entenderse como la descripción heráldica de un escudo de armas o armería (palabra esta última que ha llegado a ser sinónimo de heráldica) de una persona perteneciente a la nobleza medieval o a una confesión eclesiástica (heráldica eclesiástica). Esta descripción heráldica puede extenderse a los ornamentos exteriores, elementos paraheráldicos que acompañan al escudo. El escudo representa el escudo que portaban los hombres de armas, como uno de los elementos de su panoplia de combate.
El escudo de armas representa el elemento central de la armería heráldica completa. Tradicionalmente era exclusivo de una persona y su linaje, a la cual se le ha concedido el derecho; por extensión, y evolución posterior, eran propios de un reino o Estado, una organización o una corporación.[cita requerida]
Las armas (o cargas) se presentan generalmente sobre un escudo, pero es posible representarlas sobre otros soportes: una vestimenta como el tabardo del heraldo, un elemento de arquitectura como un anuncio mural, un objeto doméstico o una bandera (en cuyo caso, la ciencia que estudia estos signos se denomina vexilología). En este caso, la forma del contorno viene determinada por el soporte empleado.
El escudo se caracteriza por su forma geométrica y sus potenciales divisiones, o mesa de espera, en la que están representadas las armas. El escudo puede tomar diferentes formas de acuerdo con el origen de su representación.
En el Diccionario de la lengua española, editado por la Real Academia Española, blasón se define como el "arte de explicar y describir los escudos de armas de cada linaje, ciudad o persona". Es también un campo de expresión artística, un elemento del Derecho medieval y de las dinastías reales hasta nuestros días. Más recientemente, ha sido admitida dentro de las ciencias anexas de la historia junto con la diplomática, la falerística, la sigilografía y la vexilología.[cita requerida]
El blasón o escudo es una palabra de origen oscuro, proveniente quizá de alguna lengua franconia de la palabra blâsjan (antorcha encendida, gloria) o más probablemente del latín blasus, que significa arma de guerra.
Blasonar significa describir las armerías siguiendo las reglas de la ciencia heráldica. En un estricto sentido, el blasón es, entonces, un enunciado que puede ser oral o escrito. Es la descripción de las armerías hecha en un lenguaje técnico, el lenguaje heráldico. El blasonamiento es la acción que consiste en describir las armerías (y por tanto de enunciar el blasón que representa). La ciencia del blasón es muy antigua, se funda menos de un siglo después que se estableciera el uso de armerías en la Edad Media.

## Arma, escudo, blasón y armerías
Las definiciones siguientes son precisas, aunque está lejos de reflejar su uso real. En la práctica, los términos blasón, armas, escudo y armerías funcionan como sinónimos y son intercambiables, tanto en las obras comunes como en las de los estudiosos de la heráldica.
- Las armas son emblemas pintados en un escudo que deben poder ser descritas en la lengua del blasón, y que designan a alguien o a algo. Tienen el mismo rol que una marca, logotipo o nombre propio: son la manera heráldica de identificar, representar o evocar una persona, física o moral (casa o familia, ciudad, corporación...). Las armas son consideradas generalmente como la propiedad (intelectual) de esta persona, que es el titular.

- El escudo es el elemento central y principal de las armerías, es el soporte privilegiado sobre el que se representan las armas. Sin embargo, diversas armas pueden ser representadas en un mismo escudo, sin necesariamente representar a una sola persona: puede ser la unión de dos armas representando un matrimonio o la superposición de numerosas armas. Un escudo representa entonces unas armas o una alianza de armas. En todos los casos, el escudo delimita gráficamente el sujeto del que habla la composición y es suficiente para identificar las armas o una alianza.

- Las armerías (siempre en plural) son aquellas que están representadas gráficamente sobre un objeto armado (ejemplo: el escudo). Las armerías comprenden el conjunto de la panoplia formada por el escudo, que designa al sujeto, y sus eventuales ornamentos exteriores (soporte, corona, collar de orden...), que dicen algo sobre el sujeto. Algunos ornamentos exteriores (cimeras, tenantes) forman parte de las armas (y están asociadas sistemáticamente), algunos son arbitrarios o fantásticos (lambrequines, símbolos alegóricos o votivos), pero la mayor parte son la representación heráldica de títulos, de cargos o de dignidades: son atribuidos oficialmente y pueden variar según el estado del titular en un momento dado.

- Blasonar significa describir las armerías. El blasón es el resultado de hacerlo: es la descripción (en términos heráldicos) de todo lo que es significativo en las armerías, y más específicamente en el escudo. La correspondencia entre un blasón y su representación es el eje de la heráldica: la descripción de un blasón debe permitir representar correctamente las armerías y la lectura correcta de las armerías debe conducir a un blasón que rinda cuentas sobre sus rasgos significativos. Dos representaciones (o armerías) son equivalentes si responden al mismo blasón, son por tanto las mismas armas, aunque puede haber muchas maneras equivalentes de blasonar las armas.

## Ciencias heráldicas
La heráldica es lo relativo al lenguaje del blasón, a la ciencia de los heraldos y al diseño de las armerías. Más específicamente, es la disciplina que tiene por objeto el conocimiento y el estudio de las armerías. La heráldica cubre cuatro disciplinas conexas:
- El blasonamiento. Históricamente, la heráldica es la ciencia de los heraldos, que en los torneos anuncian a los caballeros describiendo en su lenguaje propio las armerías que portaban en su escudo. Esta disciplina se prolonga hasta la heráldica teórica, que tiene por objeto precisar las reglas del blasón, su vocabulario, su gramática y su semántica. Puede convertirse en un deporte mental consistente en describir en términos de blasón figuras variadas y originales, a veces alejadas de composiciones tradicionales, cuya legitimidad descansa en ser fiel a un genio heráldico.
- La composición. La rama tradicional de la heráldica se refiere a la creación y a la composición de las armas y blasones para quien desea convertirse en titular. Esta heráldica se apoya en una parte en la genealogía del titular y por otra parte en el simbolismo particular que desea conferirle a sus armas. La heráldica, no teniendo más reglamentos que ella misma (salvo en ciertos países), puede llevar a estas composiciones empujadas por la vanidad del cliente a excesos: la heráldica ha creado numeroso muebles inútiles simplemente por originalidad. La regla fundamental de la nobleza es que es el titular quien debe darle prestigio a sus armas, no a la inversa, y debe haber, por tanto, una prudente sobriedad.
- La decoración. La rama artística de la heráldica se interesa en la representación gráfica de los blasones en la forma de armas y de armerías, para armar toda clase de soportes.
- La heráldica histórica es una ciencia auxiliar de la historia. Por un lado, se apoya en los documentos y muebles armados para obtener información particular sobre la historia del titular. Por otro, analiza la composición de esas armas y blasones para estudiar, de manera general, la simbólica social.

## Creación y evolución de los blasones
Es la creación de armas y funciones y las reglas y, aunque la sanción y la creación de los blasones depende de la iniciativa de sus futuros propietarios, tiene, desde el inicio, reglas más o menos estrictas, con vistas a hacer la identificación eficaz: lectura fácil por el empleo de colores francos sobreponiéndose los unos sobre los otros, motivos de gran tamaño con contornos simplificados fácilmente legibles, y sobre todo la unicidad de las armerías —a menudo no respetada, más por ignorancia que por voluntad de plagio—.

Blasón de Gonesse

Esta voluntad de identidad se traduce también por el uso de símbolos, recuerdo de hechos marcantes o traducciones de rasgos característicos vinculados al propietario (Armas alusivas), o por figuración del patronímico, juego de palabras (Armas parlantes) —p.e. el “jeroglífico” que constituyen las armas de Gonesse, una comuna del Valle del Oise, el “gozne” (gond en francés) enlazado por una letra S: gond-esse en francés—.
Pero el blasón no está fijado y puede evolucionar en función:
- de una alianza en la que los blasones de los aliados se reúnen para no formar más que uno, una reunión codificada por reglas que traducen el tipo de unión (ver más en “partición”);
- de una herencia, que impone a veces al heredero una modificación (una brisura) del blasón inicial en función del grado de parentela;
- de una distinción honorífica acordada por un suzerano, que le da a un vasallo el derecho de añadir en su blasón un elemento distintivo del suyo (una aumentación);
- de una distinción o modificación para distinguir un nuevo blasón de aquel del que se deriva (una brisura).

De igual manera puede desaparecer y ser reemplazado por un blasón de sustitución, cuando el blasón original ha sido “deshonrado” por una acción poco honorable de su propietario o de un ancestro del mismo (ver león, león cobarde, vil, etc.).

### Reglas del blasón

Escudo de armas de la familia noble húngara Rosty de Barkócz otorgado en 1632

No se conoce más que una sola regla que se pueda enunciar en términos indiscutibles —es decir, para la que se pueda determinar con certeza si es respetada o no—: «No metal sobre metal, no esmalte sobre esmalte». Esta es la llamada regla de contrariedad de los esmaltes.[cita requerida]
A veces se puede afirmar:
- El blasón debe ser regular, completo y breve: esta regla significa esencialmente que debe ser posible blasonar siguiendo las reglas usuales (regulares), y que el blasón debe ser específico —no es posible tener como blasón “de azur con tres muebles de oro” sin especificar los muebles, por ejemplo—. El blasón debe ser breve, es decir poco cargado. Esta regla ha perdido su pertinencia casi totalmente debido a la proliferación de blasones compuestos, de brisuras y otros añadidos.
- Los muebles que aparezcan varias veces deben ser idénticos en tamaño, forma y color.
- No se pueden variar los atributos de un mueble respecto a otro igual, pero existe una excepción: los muebles repetidos sobre un campo dividido en dos zonas pueden ser “de uno en el otro”, es decir ser del color del campo sobre el cual no están ubicados. En el caso de que algunos de estos muebles estén ubicados sobre la partición, son particionados de manera idéntica, y cada una de las zonas formadas se colorea del color del campo opuesto. Esta regla está lejos de ser absoluta y se conocen numerosos casos de grupos no homogéneos.

## Mesa de espera
La mesa de espera es la forma geométrica del escudo, de una de sus partes o, finalmente, de una pieza honorable, en tanto que la superficie que espera sus armas (el campo, las piezas y muebles eventuales). La mesa de espera puede ser el objeto de una partición prevista en el caso de armas compuestas.
La mesa de espera designa igualmente el escudo del aspirante que viene de recibir su panoplia de combate, pero que aún no tiene compuestas sus armas. Su escudo está aún en espera de ser armado. Esta situación puede ser simbolizada por un escudo de plata (siendo aquí el blanco una ausencia, simbolizando el espacio a llenar) o mejor aún por un escudo de acero que simboliza a la vez la superficie de metal aún no pintada y su capacidad para servir de espejo metálico listo para reflejar la imagen del que se acerque.
En las grandes armas la mesa de espera puede corresponder también a un emplazamiento reservado para los ancestros cuyas armas no se conocen. En este caso, el espacio dejado en el color del fondo (papel no coloreado) o en acero.
La elaboración de un escudo armado comienza simbólicamente por el trazado de la mesa de espera.

## Tipos

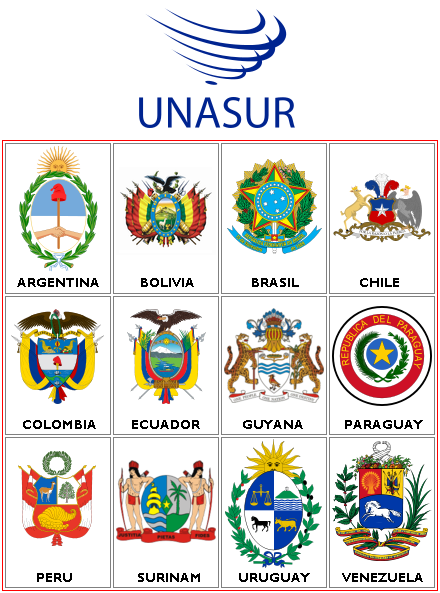
Escudos de los países de Unasur.

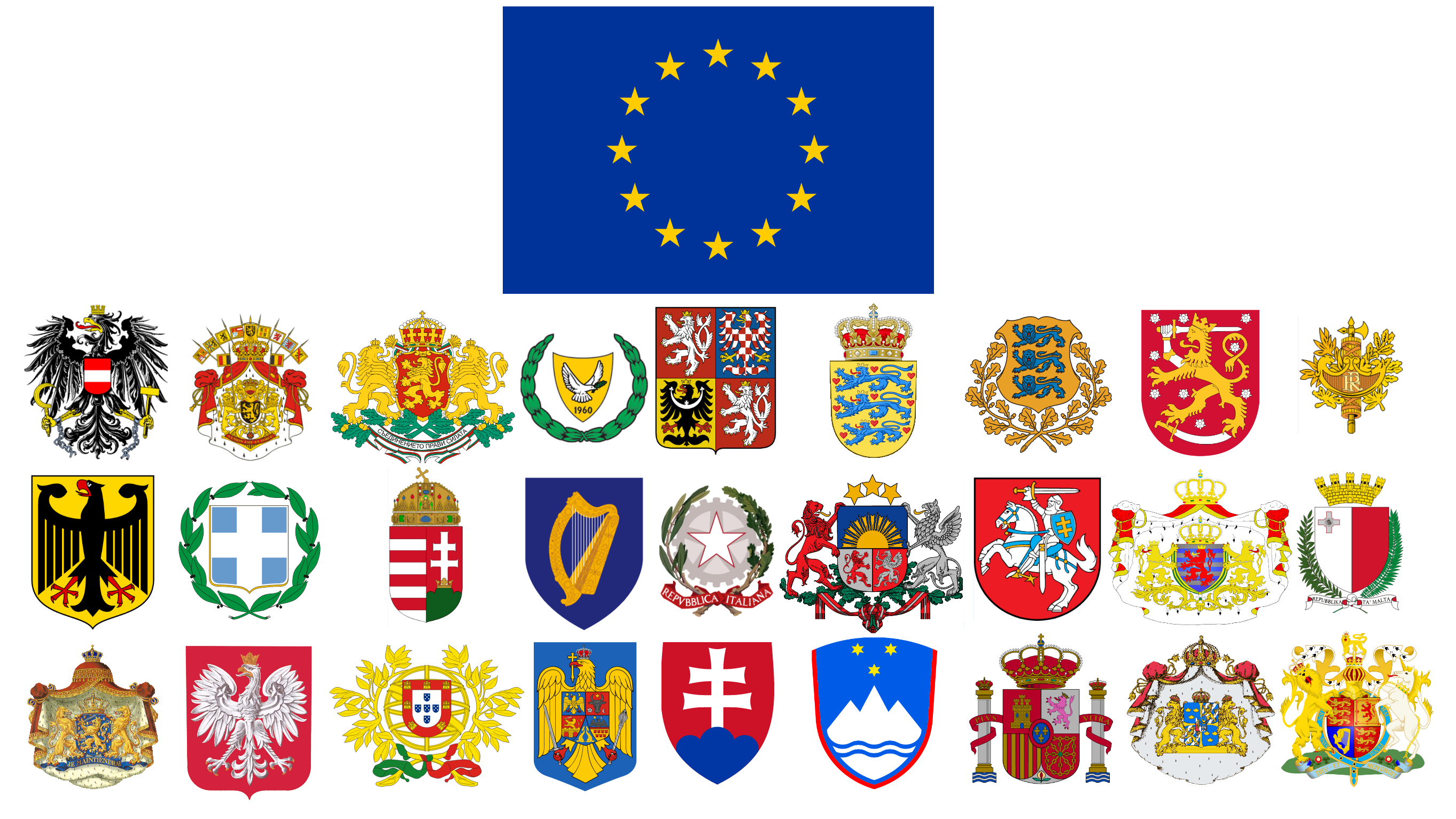
Escudos de los países de la Unión Europea.

Partiendo de la base fundada en la representación que tienen los escudos heráldicos, pueden dividirse estos en diferentes clases según sean las entidades por ellos representadas. La clasificación primera y más general que debe hacerse bajo este concepto consiste en distinguirlos de dos clases: simples y compuestos. 
- los simples representan una sola persona o una entidad moral;
- los compuestos llevan la representación de varias personas o entidades, combinadas entre sí o unidas.

Sin embargo, atendiendo más a la categoría de las personas físicas o morales representadas por los escudos, se forman de estos los tipos siguientes:
- escudos de soberanía, propios de monarcas o de dinastías reales;
- escudos de pretensión o adoptados por nobles pretendientes al trono como si ya lo poseyeran;
- escudos de concesión, otorgados por un soberano a súbditos beneméritos;
- escudos de patronato, que por concesión del soberano añaden a sus piezas otra importada de las armas de este para denotar que la persona o comunidad a quien pertenece el escudo ha sido tomada especialmente bajo la protección del Monarca;
- escudos de dignidad, que consisten principalmente en los accesorios u ornamentos propios de una categoría elevada, conferida al propietario del escudo;
- escudos de ciudad, propios de pueblos y ciudades;
- escudos de provincia, propios de regiones;
- escudos nacionales, que simbolizan a un país;
- escudos de comunidad o corporación, que corresponden a juntas o asociaciones;
- escudos de familia, hereditarios dentro de las familias.

Los escudos de familia pueden recibirse por alguno de estos títulos:
- por sucesión, heredados sin variación alguna;
- por alianza, formados por la unión de blasones de varias familias emparentadas;
- por sustitución, debidos a cambios de unos emblemas por otros, mediando el contrato y la autorización pertinente;
- por conmemoración y recargo, que tienen algún nuevo elemento añadido a los heredados conmemorando algún hecho personal del noble que las lleva. Entre estas modificaciones de los escudos familiares por piezas recargadas están las brisuras.

Se llama acolado el escudo familiar propio de una mujer casada o viuda, cuando se pone junto al de su marido y bajo un mismo timbre (corona o yelmo) resultando un doble escudo y, por extensión, cualquier otro escudo unido de igual manera.

## Formas
El escudo, es decir, el soporte material del blasón, no tiene el mismo diseño según el lugar o la época, y puede revestirse de formas más o menos fantásticas (ver diagrama).

Formas de los escudos heráldicos españoles, portugueses, ingleses, franceses, italianos, suizos, alemanes, polacos y de damas y torneos.

Escudo de Castro Urdiales, ejemplo de la típica heráldica española con gran complejidad.

- Francés antiguo o gótico: tiene una punta inferior en ojiva y una parte redondeada en medio de los flancos.
- Francés moderno: introducido por la heráldica borbónica, presenta un cuadrilátero que guarda las proporciones del escudo "en estandarte", pero con los ángulos inferiores redondeados con un cuarto de círculo (una media parte), y la punta está formada por la unión de dos cuartos de círculo de la misma proporción.
- Inglés: angulado, con la cima prolongada en esquinas horizontales.
- Español: así como el portugués y el flamenco (países que recibieron influjo español), es redondeado en la base, con la forma de un arco de medio punto invertido. En el siglo xviii se introdujo en España el escudo francés moderno.[12]
- De torneo o en estandarte: la forma más simple; un cuadrilátero de siete partes de anchura por ocho de altura.
- Alemán: en forma de escudo de torneo (con una escotadura que permitía colocar la lanza).
- De damas: Las damas y damiselas tenían antiguamente escudos redondos u ovalados, respectivamente, y en rombo. Sin embargo, el escudo en rombo no se presta bien al diseño de piezas honorables ni al de los blasones compuestos (que privilegian las particiones verticales y horizontales).
- Italiano: achaflanado, una forma conocida como testa di cavallo ("cabeza de caballo"), pero también oval en la tradición eclesiástica.
- Polaco: tiene escotaduras múltiples; las formas pueden ser más fantásticas, ya que no están fijadas por la tradición.
- Suizo: presenta tres puntas en el jefe.
- Los países sin tradición heráldica tenían (o se les atribuían) escudos de las más diversas formas; por ejemplo, limitados por arabescas de gules, en el caso de las colonias francesas de África septentrional.

Algunas precisiones sobre las formas
- El escudo antiguo, con tres lados (que no aparece representado aquí), estaba diseñado no con la punta en el lado inferior según el modo clásico, sino que a menudo se ubicaba en el costado derecho ("a la antigua").
- El escudo italiano oval lo portaban los eclesiásticos y en Francia, las mujeres casadas. A partir del siglo XVI lo adoptaron los varones, y en el siglo XIX lo usaron algunos países americanos para sus escudos nacionales; por ejemplo, Argentina y Uruguay.
- Los lados terminados en triángulo del escudo inglés distinguían los escudos nobles de los de los plebeyos.
- Las escotaduras del escudo alemán permitían soportar allí la lanza; fue el escudo de moda del Renacimiento.

## Divisiones y regiones

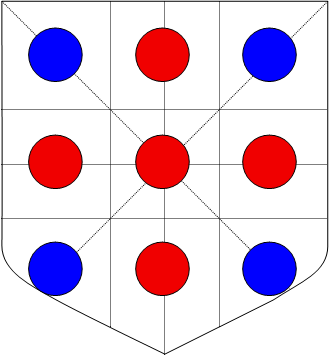

Las figuras geométricas pueden trazarse sea cual sea la forma del escudo (o más generalmente, para toda forma que sirva de mesa de espera). La posición de sus líneas debe ajustarse a la forma de la mesa de espera, de manera que las nueve regiones obtenidas estén equilibradas.
- Direcciones: Las cuatro divisiones simples reciben el nombre de los golpes que los caballeros propinaban con la espada y a dos manos: partido (de arriba abajo), cortado (en horizontal), tronchado (de derecha a izquierda, descendiendo) y tajado (de izquierda a derecha, descendiendo). Empleadas solas, cada una de estas cuatro divisiones generan dos partes iguales en la mesa de espera.
- Regiones: Por otro lado, la forma de la mesa de espera puede dividirse en regiones siguiendo cuatro líneas: dos verticales y dos horizontales. Estas líneas delimitan cinco regiones principales: el jefe (en alto), el flanco diestro (a la izquierda del observador), el flanco siniestro (a la derecha), la punta (abajo) y el centro, también llamado corazón o abismo. Estas mismas líneas delimitan cuatro cantones: la diestra del jefe, la diestra de la punta, la siniestra del jefe y la siniestra de la punta. Se pueden identificar otras regiones secundarias, como el honor, las riendas, la cima, la base, etcétera).

Las principales líneas de partición permiten trazar las piezas honorables del escudo y posicionar los muebles.

## Estructura

Organización del Escudo Heráldico. Se describen los principales puntos y secciones del escudo.

Para situarse en el escudo, este se divide en 9 zonas llamadas puntos del escudo. Estos puntos son identificados por sus nombres, que varían según los autores, a excepción del "punto del centro" (5) llamado también "corazón" o "abismo" (ver la expresión "Mise en abyme").
Otros dos puntos, citados por todos, son el "punto de honor" (A) y el "ombligo" (Ω). Pero si para algunos se trata de una superficie equivalente a las primeras, montadas sobre dos zonas (ver diseño), para otros se trata de puntos con un sentido geométrico, situados entre las fronteras 2-5 y 5-8.
Sin importar los autores, hay una simetría de denominación entre 1 y 3, 4 y 6, 7 y 9 donde diestra corresponde a 1, 4 y 7, y siniestra a 3, 6 y 9. En heráldica, izquierda (siniestra) y derecha (diestra) son las del escudo, no las del espectador.
- Punto 1: cantón diestro del jefe. (Duhoux D'Argicourt lo llama "Ángulo diestro del jefe" que designa en otros autores el ángulo material del escudo);
- Punto 2: punto del jefe. (Numerosos autores lo llaman simplemente "jefe", pero no confirman esta denominación en su definición de "jefe");
- Punto 4: punto del flanco diestro (también llamado por el jefe);
- Punto 7: cantón diestro de la punta. (Duhoux D'Argicourt también lo llama ángulo);
- Punto 8: punto de la punta. La mayoría de los otros autores utilizan punta solamente (pero encontramos más frecuentemente una confirmación sobre la definición de "punta"). También es posible encontrar pie.

Estas diferencias de vocabulario o de definiciones no tienen consecuencias prácticas para el blasonado —lo que probablemente explica por qué estas diferencias subsisten—.

## Esmaltes y figuras
Se denomina esmalte del escudo a cualquiera de los colores, metales o forros del mismo. Propiamente empleados, solo existen dos metales: oro y plata; cinco esmaltes: gules (rojo), azur (azul), sable (negro), sinople (verde) y púrpura (morado), y dos forros: armiños y veros, que no se definen por su color, sino por su forma. Los esmaltes y metales, representarse en blanco y negro o sobre grabados, están sujetos a ciertas convenciones para distinguirlos.
| Colores principales | Colores principales | Colores principales | Esmaltes neutros | Esmaltes neutros | Metales principales | Metales principales | Forros principales | Forros principales |
| ------------------- | ------------------- | ------------------- | ---------------- | ---------------- | ------------------- | ------------------- | ------------------ | ------------------ |
| Azur                | Gules               | Sinople             | Púrpura          | Sable            | Oro                 | Plata               | Armiño             | Vero               |

| Esmaltes menos frecuentes | Esmaltes menos frecuentes | Esmaltes menos frecuentes | Esmaltes menos frecuentes | Esmaltes menos frecuentes |
| ------------------------- | ------------------------- | ------------------------- | ------------------------- | ------------------------- |
| Aurora                    | Cenizo                    | Leonado                   | Morado                    | Sanguíneo                 |

Las figuras son de dos tipos: piezas heráldicas y naturales. De entre las primeras destacan las piezas honorables: jefe, palo, faja, cruz, banda, barra, sotuer, cabrio, bordura, orla, perla o palio, campaña o punta, jirón, quila, trechor, franco-cuartel, cantón, escusón y lambel. Hay además piezas honorables disminuidas, como: comble, vergeta, divisa, jefe en divisa, trangle, trangle ondulado, burelas, gemelas, gemelas en banda, tercias, tres tercias, tercias en sotuer, cruz estrecha, filete en orla, filete en cruz, filetes vibrados, filiera, flanquis, estaye, cotiza, contracotiza, bastón, traversa y bastón Pery.[cita requerida]
| Figuras simples | Figuras simples | Figuras simples | Figuras simples | Figuras naturales | Figuras naturales | Figuras naturales | Figuras naturales |
| --------------- | --------------- | --------------- | --------------- | ----------------- | ----------------- | ----------------- | ----------------- |
| Cruz            | Roel            | Anillo          | Sol             | Creciente         | Estrella          | Flor de lis       | Rosa              |

| Figuras de Construcciones | Figuras de Construcciones | Figuras de Construcciones | Figuras de Construcciones | Figuras de Objetos | Figuras de Objetos | Figuras de Objetos | Figuras de Armas | Figuras de Armas | Figuras de Armas |
| ------------------------- | ------------------------- | ------------------------- | ------------------------- | ------------------ | ------------------ | ------------------ | ---------------- | ---------------- | ---------------- |
| Castillo                  | Monasterio                | Torre                     | Columna                   | Nave               | Llave              | Orbe               | Espada           | Flecha           | Pica             |

| Figuras animales | Figuras animales | Figuras animales | Figuras animales | Figuras imaginarias | Figuras imaginarias | Figuras imaginarias |
| ---------------- | ---------------- | ---------------- | ---------------- | ------------------- | ------------------- | ------------------- |
| León             | Águila           | Caballo          | Pez              | Unicornio           | Grifo               | Dragón              |

Las principales variedades de figuras naturales son astros, cuadrúpedos (león), aves (águila), peces, insectos, figuras humanas (o partes del cuerpo), figuras artificiales (castillos, cadenas, etc.), y figuras quiméricas (dragón, grifo, águila bicéfala, unicornio, anfisbena, etc.)

## Historia
La heráldica tal como se la entiende en la actualidad, fue desconocida en la Antigüedad. Sin embargo, desde la Edad del Bronce existieron emblemas que identificaban a dioses, naciones e individuos. Primitivamente, el escudo solía reproducir el cuerpo del guerrero conteniendo la transcripción de los tatuajes que conmemoraban sus hazañas y éxitos, o los colores, enseñas, signos o estandartes con que se pintaban, vestían o presidían para distinguirse en la batalla del enemigo y no ser confundidos con él.
- El Minotauro, según algunos, era un emblema de los soberanos (Minos) cretenses.[14] Así como el lirio o flor de lis.[15]
- Los dioses egipcios tenían sus propios símbolos, utilizados a veces en los jeroglíficos para designarlos. La diosa Neith, por ejemplo, era identificada por la silueta de un escudo con dos flechas cruzadas.[16]
- Los hititas usaban a menudo la doble águila como su emblema.[17]
- La Biblia menciona las banderas y emblemas de las doce tribus de Israel,[18] aunque no los describe. Tradiciones posteriores, no obstante, consideran que las comparaciones de la bendición de Jacob sobre sus hijos evocan los símbolos de cada tribu,[19] de esa interpretación, unida a otras menciones, viene la idea del León como emblema de la tribu de Judá.[20]
- El escudo o estrella de David un signo de origen mágico fue considerado, siglos después, el símbolo de este monarca y del judaísmo.[21]
- En las versiones dramáticas de los mitos griegos,[22] así como en la cerámica, hay animales (reales o fantásticos) que indican la procedencia del héroe; los tebanos suelen tener como emblema la esfinge, Meleagro, el jabalí y Perseo, como sus descendientes, el hongo que dio nombre a Micenas o la cabeza de Medusa. Aquiles, por su parte, porta un escudo historiado y lo mismo hace Eneas en la obra de Virgilio.[23]
- Atenea y su ciudad, Atenas, tenían como símbolo un mochuelo.[24]
- Roma tuvo diversos emblemas en los estandartes de sus legiones; como ciudad tuvo la loba capitolina.[25] y como imperio, el águila.[26]
- Cartago se simbolizaba, en ocasiones, con una cabeza de caballo.[27]

El uso del escudo, blasón o señal distintivo y hereditario de cada casa noble, más o menos cargado de figuras según la antigüedad y/o hazañas de la familia, se remonta o debe su origen a los torneos que Enrique I de Alemania llamado el Pajarero instituyó para entretener a la nobleza en el ejercicio de las armas en tiempo de paz en Gotinga el año 934 [cita requerida]. Gattroi de Previlli, introdujo este uso en Francia alrededor del año 1036 [cita requerida], y que se generalizó a fines del siglo XI con motivo de las Cruzadas, extendiéndose mucho después al resto de Europa. A fin de que los varios jefes y/o señores de que se componían aquellas expediciones fuesen conocidos por sus súbditos o vasallos, se introdujo el uso de pintar o bordar cada uno en su estandarte las armas que había elegido. Estas insignias no pasaban por lo regular de padre a hijo hasta el año 1260 bajo el reinado de san Luis de Francia en que quedaron fijas y hereditarias en las familias [cita requerida]. Se llamaron escudos de armas porque se llevaban encima de las armas y en las insignias militares.
En los reinos de España, el rey Alfonso VII de León empezó a sustituir la cruz que se utilizaba en sellos y escudos, por dos castillos y dos leones a cuarteles, aludiendo al nombre de sus dos principales reinos; León y Castilla [cita requerida]; conservando las mismas armas todos sus sucesores hasta los Reyes católicos que con la unión de las coronas de Aragón a las de Castilla y la nueva conquista del reino de Granada, las aumentaron de manera que habiendo recaído todas en la Casa de Austria se añadieron a ellas las más principales de los estados que poseía.
En el siglo XIX estas eran algunas de las armas de las casas reinantes y los estados europeos y americanos: 
- Las armas del Imperio alemán consistían en un águila bicéfala en un fondo dorado.
- Las armas de reales de Francia, tres flores de lis.
  - Durante el Primer y Segundo Imperio francés, un águila a punto de levantar el vuelo.
- Las armas menores de España, un castillo y un león acuartelados y una granada en la punta, por la Corona de Castilla y León, sobre todo tres flores de lis por la casa de Borbón.
  - A partir de la ocupación francesa se incluyeron en el escudo pequeño cuatro barras por la Corona de Aragón y cadenas por el reino de Navarra.
- Las armas de Portugal, cinco escudos con cinco bezantes en cada uno, que sumados estos a los cinco escudos suman treinta y representan las treinta monedas por las que fue vendido Jesucristo.
- Las armas de Gran Bretaña; tres leopardos por Inglaterra, un león dentro de un trechor por Escocia, y una arpa por Irlanda, todos acuartelados.
- Las armas del Reino de Italia o de Saboya; una cruz.
- Las armas de Países Bajos, un león teniendo una espada y siete flechas.
- Las armas de Prusia, un águila negra sobre un fondo blanco.
- Las armas de Rusia, un caballero armado con la lanza enristrada y un dragón en sus pies.
- Las armas de Suecia, tres coronas.
- Las armas de Dinamarca, tres leones.
- Las armas de Polonia, un águila con las alas abiertas.
- Las armas de los Estados Pontificios eran, y se han mantenido como emblema del Estado del Vaticano desde el siglo XX, dos llaves coronadas por una tiara.
- Las armas del Imperio otomano una luna creciente y una estrella.[28]
- Las armas de los Estados Unidos, nación que se independizó de Gran Bretaña en el siglo XVIII, una águila calva con las alas abiertas. Desde la perspectiva del águila, que sostiene un grupo de 13 flechas en su garra izquierda, (en referencia a los 13 Estados originales) y una rama de olivo en su garra derecha, simbolizando que Estados Unidos tiene "un fuerte deseo por la paz, pero siempre estará listo para la guerra".
- Las armas de México, nación que se independizó de España en el siglo XIX, una águila posada en un nopal devorando una serpiente, evocando el mito azteca de la fundación de Tenochtitlán.
- Las armas del Imperio del Brasil, nación que se independizó de Portugal en el siglo XIX; un campo verde con una esfera dorada sobreimpuesta en una Cruz de la Orden de Cristo, la esfera rodeada por 19 estrellas de plata en un círculo azul.
- Las armas de Argentina, nación que se independizó de España en el siglo XIX, tiene en la parte superior el Sol de Mayo encima de una elipse o escudo ovalado con campos celeste y blanco, los colores de la bandera. En el centro de esa elipse hay dos manos juntas al natural, las cuales sostienen una pica coronada por el gorro frigio, símbolo de la libertad, todo rodeado de laureles.

### Anexos y portal
- Escudos de armas según los sellos del siglo XII
- Galería de escudos de Estados soberanos
- Galería de escudos de países clasificados por continentes
- Galería de escudos de territorios dependientes
- Portal:Heráldica y vexilología. Contenido relacionado con Heráldica y vexilología.